# Suwa
Suwa és un jaciment arqueològic d'Egipte al sud-est de Saft al-Henna, a la zona del delta del Nil, excavat per Snape i Tyldesley de la Universitat de Liverpool el 1986. Antics i moderns cementiris en part coberts pels camps de cultiu i l'expansió dels tres llogarets propers.